# Грандвју (Мисури)
Грандвју (енгл. Grandview) град је у америчкој савезној држави Мисури.

## Демографија
По попису из 2010. године број становника је 24.475, што је 406 (-1,6%) становника мање него 2000. године.
| Група             | 2000.          | 2010.          |
| Белци             | 14.435 (58,0%) | 11.014 (45,0%) |
| Афроамериканци    | 8.346 (33,5%)  | 9.997 (40,8%)  |
| Азијати           | 262 (1,1%)     | 263 (1,1%)     |
| Хиспаноамериканци | 1.077 (4,3%)   | 2.379 (9,7%)   |
| Укупно            | 24.881         | 24.475         |